# Neasuroides
Neasuroides là một chi bướm đêm trong họ Erebidae.

## Các loài
- Neasuroides asakurai Matsumura, 1927
- Neasuroides simplicior Matsumura, 1927